# Samuel S. Wilks
Samuel Stanley Wilks (17 de junio de 1906 - 7 de marzo de 1964) fue un matemático y académico estadounidense que jugó un papel importante en el desarrollo de la estadística matemática, especialmente en lo que respecta a sus aplicaciones prácticas.

## Primeros años y educación
Wilks nació en Little Elm, Texas y se crio en una granja. Estudió Artes Industriales en el North Texas State Teachers College en Denton, Texas, graduándose en 1926. Obtuvo un máster en matemáticas en 1928 de la Universidad de Texas. Se doctoró en la Universidad de Iowa con Everett F. Lindquist como supervisor. En su tesis doctoral abordó un problema sobre el error estándar en muestras relacionadas.

## Carrera académica
Wilks fue profesor de matemáticas en la Universidad de Princeton desde 1933. En 1938 reemplazó a Harry C. Carver como editor en jefe de la revista Annals of Mathematical Statistics donde reclutó en su equipo editorial a figuras importantes de la estadística y probabilidad como Ronald Fisher, Jerzy Neyman y Egon Pearson.
Durante la Segunda Guerra Mundial fue consultor de la Oficina de Investigaciones Navales. Tanto durante la guerra como después de ésta, Wilks tuvo un profundo impacto en la aplicación de métodos estadísticos a todos los aspectos de la planificación militar.
Wilks fue nombrado profesor de matemáticas y director de la Sección de Estadística Matemática de Princeton en 1944, donde dirigió el departamento de matemáticas hasta 1958.
Wilks falleción en Princeton el 7 de marzo de 1964.

## Contribuciones notables a la estadística
Se destacó por su trabajo sobre estadística multivariante. También realizó trabajos sobre regresión ponderada unitaria, demostrando la idea de que bajo una amplia variedad de condiciones, diferentes formas de ponderar variables están muy correlacionadas (Wilks, 1938), un resultado que tiene implicaciones importantes en la toma de decisiones basada en modelos estadísticos ( Ree, Carretta y Earles, 1998).
Otro resultado, también llamado " teorema de Wilks ", ocurre en la teoría detrás de los tests de razón de verosimilitud, donde Wilks demostró que las razones logarítmicas entre las verosimilitudes de dos modelos (donde uno es un caso simplificado del otro) se distribuye asintóticamente como una {\displaystyle \chi ^{2}} con grados de libertad igual a la diferencia del número de parámetros empleados en cada modelo.
Desde sus inicios como investigador, el trabajo de Wilks tuvo un fuerte enfoque hacia aplicaciones prácticas, en un campo (la estadística matemática) que cada vez era más abstracto. También influyó a otros investigadores (como John Tukey) en tomar una orientación práctica dentro de este campo de las matemáticas. Continuando con los intereses que desarrolló durante su tesis doctoral, Wilks también trabajó con el Servicio de Pruebas Educativas en el desarrollo de pruebas estandarizadas como el SAT que han tenido un profundo efecto en la educación estadounidense. También trabajó con Walter Shewhart en aplicaciones estadísticas para control de calidad enprocesos de fabricación.
La distribución lambda de Wilks es una distribución de probabilidad relacionada con dos variables independientes, cada una con una distribución de Wishart. Es importante en estadística multivariante y tests de pruebas de razón de verosimilitud .

## Premios y reconocimientos
La Asociación Estadounidense de Estadística introdujo, en recuerdo de Wilks, el premio Wilks Memorial Award. Wilks fue elegido miembro de la Sociedad Filosófica Estadounidense en 1948 y de la Academia Estadounidense de Artes y Ciencias en 1963.  